# 리처드 브래드퍼드
리처드 브래드퍼드(영어: Richard Bradford, 1937년 11월 10일 ~ 2016년 3월 22일)는 미국의 배우이다.
텍사스주 타일러에서 태어났으며 로스앤젤레스에서 사망하였다.

## 출연 작품
- 로스트 시티 (2005년)
- 맨 프럼 엘리시안 필즈 (2001년)
- 저스트 티켓 (1999년)
- 랙 & 본 (1997년)
- 욕망의 골드 코스트 (1997년)
- 후드럼 (1997년)
- 체임버 (1996년)
- 맥마틴 소송 사건 (1995년)
- 영웅 일기 (1995년)
- 큰 도둑 작은 도둑 (1995년)
- 크로싱 가드 (1995년)
- 미드나잇 런 - 제3탄 (1994년)
- 파이널 미션 (1994년)
- 닥터 기글 (1992년)
- 콜드 헤븐 (1991년)
- 유혹은 밤 그림자처럼 (1990년) - 그리브 역
- 분노의 캠퍼스 (1989, Heart of Dixie)
- 나이트 게임 (1989년) - 넬슨 역
- 상하이 특급 (1989, Man Against the Mob: The Chinatown Murders)
- 와일드파이어 (1988년) - 진 역
- KGB의 아들 (1988년)
- 반항의 계절 (1988년)
- 미완성 청춘 (1988년)
- 할리우드 차차차 (1988년)
- 대통령을 만드는 사람들 (1988년)
- 언터처블 (1987년) - 경찰서장 마이크 도셋 역
- 어느 병사를 위한 진혼곡 (1986년)
- 더 레전드 오브 빌리 진 (1985년)
- 살인 수첩 (1985년)
- 바운티풀 가는 길 (1985년)
- 욕망의 최후 (1984년)
- 이스케이프 아티스트 (1982년)
- 라스베가스의 도박사들 (1982년)
- 해밑 (1982년)
- 의문의 실종 (1982년) - 앤드루 배브콕 역
- 청춘 낙서 2 (1979년) - 메이저 크리치 역
- 바람둥이 길들이기 (1978년)
- 미주리 브레이크 (1976년)
- 체이스 (1966년)

### 텔레비전
- 생존 특명 (1994, Earth 2) - 브로더릭 오닐 사령관 역